# Anatolij Vasil'evič Kvašnin
Anatolij Vasil'evič Kvašnin (Анатолий Васильевич Квашнин; Ufa, 15 agosto 1946 – Mosca, 7 gennaio 2022) è stato un generale russo, capo di stato maggiore generale delle Forze armate russe dal 1997 al 2004, quando fu rimosso dal presidente Vladimir Putin.
Aveva il grado militare di Generale d'armata e il grado civile di Consigliere di Stato effettivo della Federazione Russa di 1ª classe.

## Biografia
Kvašnin si laureò all'istituto di costruzione di macchine Kurgan nel 1969 e servì nelle forze armate sin da quel momento. Cominciò a servire nell'esercito sovietico come vice-comandante di una compagnia carri, e da lì si mosse al comando di diverse posizioni nello staff generale sovietico. Frequentò in seguito l'accademia corazzata "Malinovskij" dove si laureò nel 1976. È riportato da alcune fonti che abbia comandato la 78ª Divisione corazzata nel Distretto dell'Asia centrale dal 1982 al 1987. In seguito si laureò anche all'accademia dello staff generale delle Forze armate sovietiche nel 1989. Ha anche conseguito una laurea in scienze sociologiche, un dottorato in scienze militari ed è stato membro corrispondente dell'accademia russa di arte missilistica e di artiglieria.
Kvašnin ha anche servito precedentemente come comandante del Distretto militare del Caucaso del Nord. Al 2007 serviva, come presidente rappresentativo nel Circondario federale della Siberia.
Come capo dello stato maggiore generale ha conseguito diversi successi nella riforma della struttura di comando delle forze di deterrenza strategica, ma è entrato in rivalità con il ministro della difesa Sergej Ivanov e diversi subordinati di quest'ultimo. Kvašnin ha anche dimostrato indecisioni in alcune situazioni, ha sciolto e poi fuso il Distretto militare del Volga e degli Urali, combinato le forze missilistiche strategiche con le forze spaziali russe, e infine ne ha restaurato la loro indipendenza.
È morto a Mosca il 7 gennaio 2022, all’età di 75 anni, per complicazioni da COVID-19.